# Droniowice

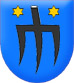
Nieoficjalny herb wsi Droniowice

Droniowice (niem. Groß Droniowitz) – wieś w Polsce położona w województwie śląskim, w powiecie lublinieckim, w gminie Kochanowice.
W latach 1975–1998 miejscowość administracyjnie należała do województwa częstochowskiego.

## Nazwa
W 1295 w kronice łacińskiej Liber fundationis episcopatus Vratislaviensis (pol. Księga uposażeń biskupstwa wrocławskiego) miejscowość wymieniona jest jako Dronowitz we fragmencie Dronowitz balistariorum decima more polonicali.

## Historia
Od końca XVIII w. wieś posiadała pieczęć gminną, na której wizerunku przedstawiono widły trójzębne bez drzewca między dwiema gwiazdami.

## Zabytki
W miejscowości znajdują się:
- kościół św. Jadwigi Śląskiej
- przydrożna kaplica murowana
- klub sportowy LKS Droń-Har

## Znane osoby urodzone w Droniowicach
- Adolf Dygacz[7]
- Krystyna Szostek-Radkowa – śpiewaczka operowa[8]
- Alina Mleczko – saksofonistka[8]

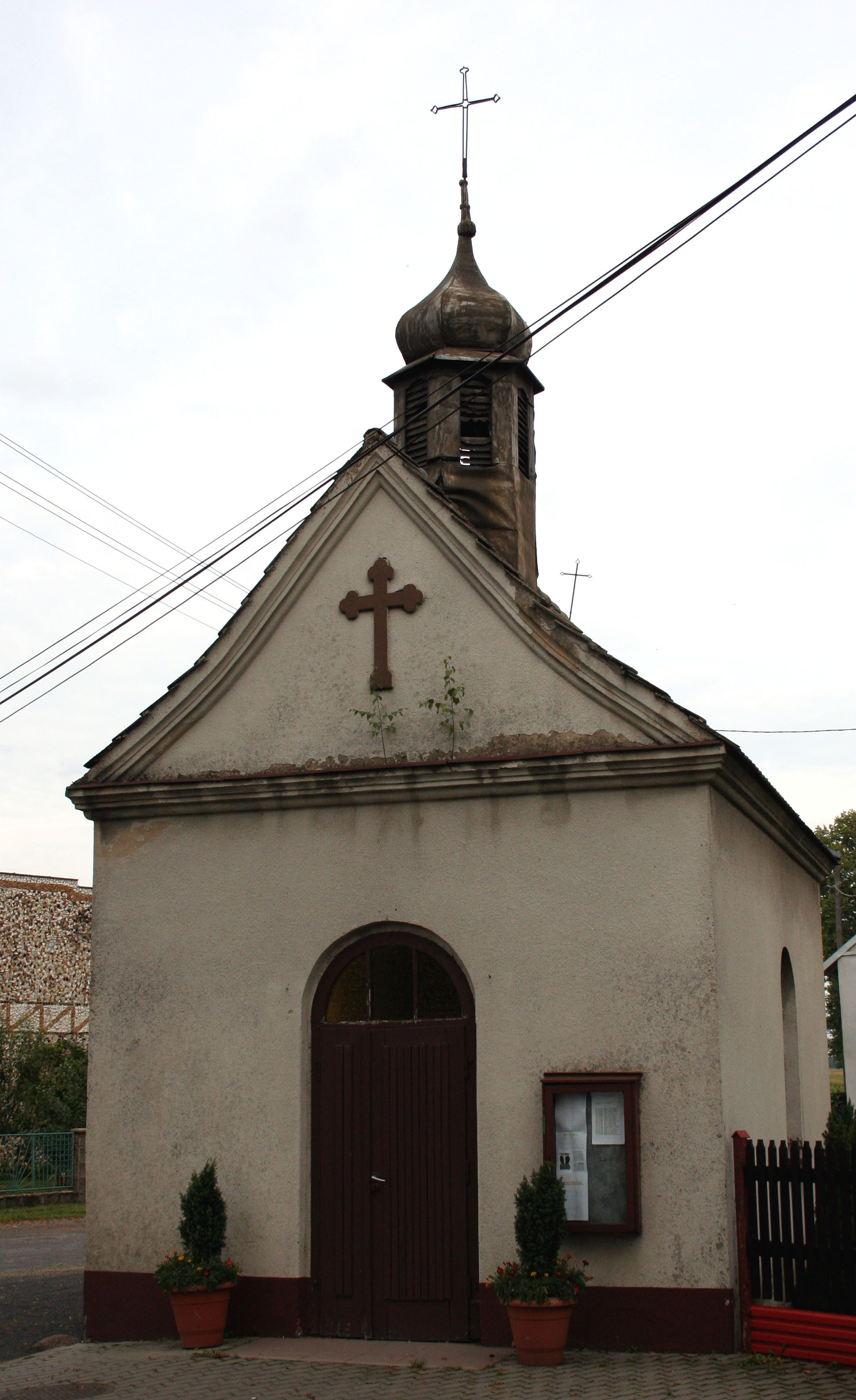
Kaplica w Droniowicach z drugiej połowy XIX wieku
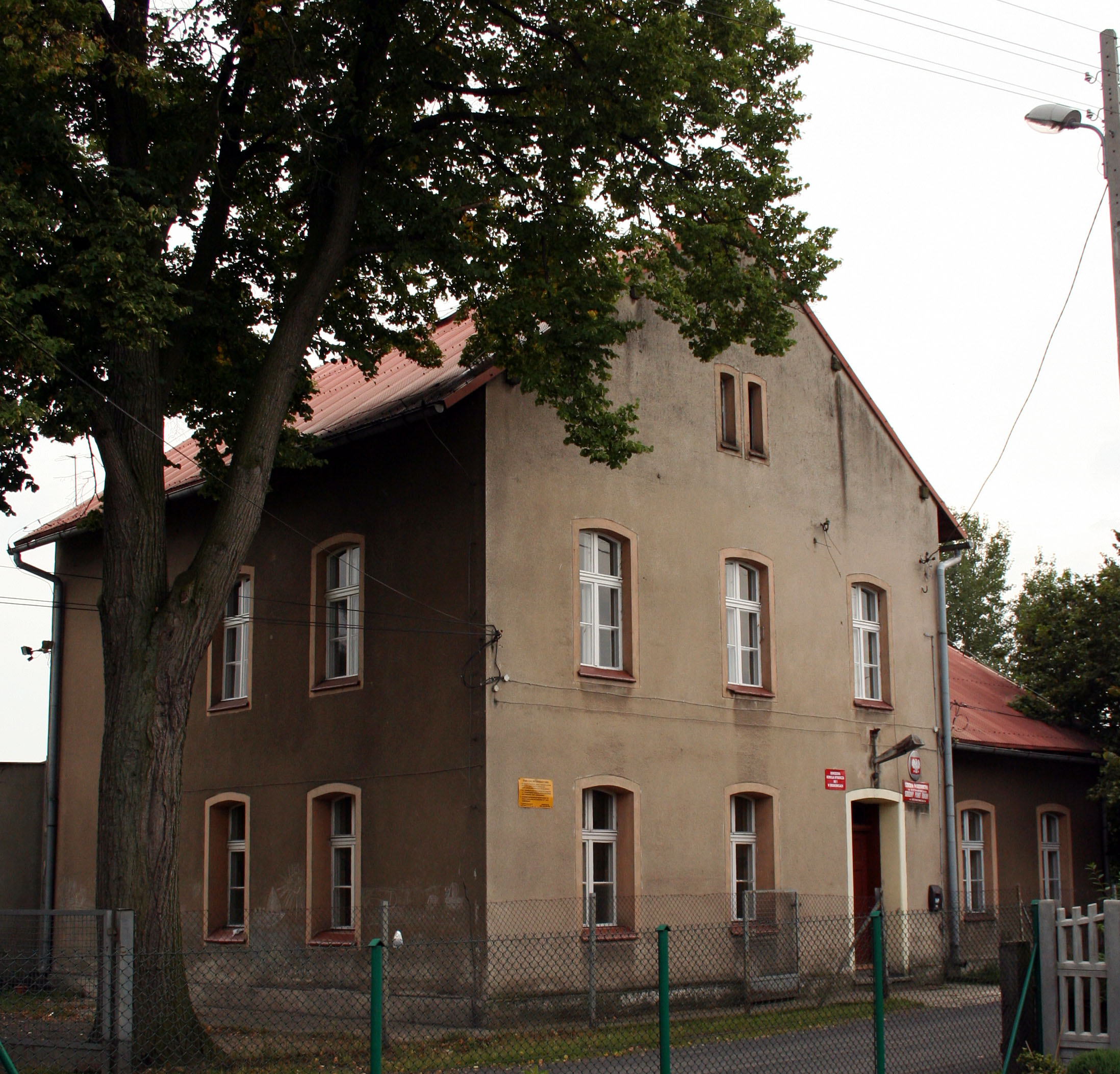
filia szkoły podstawowej
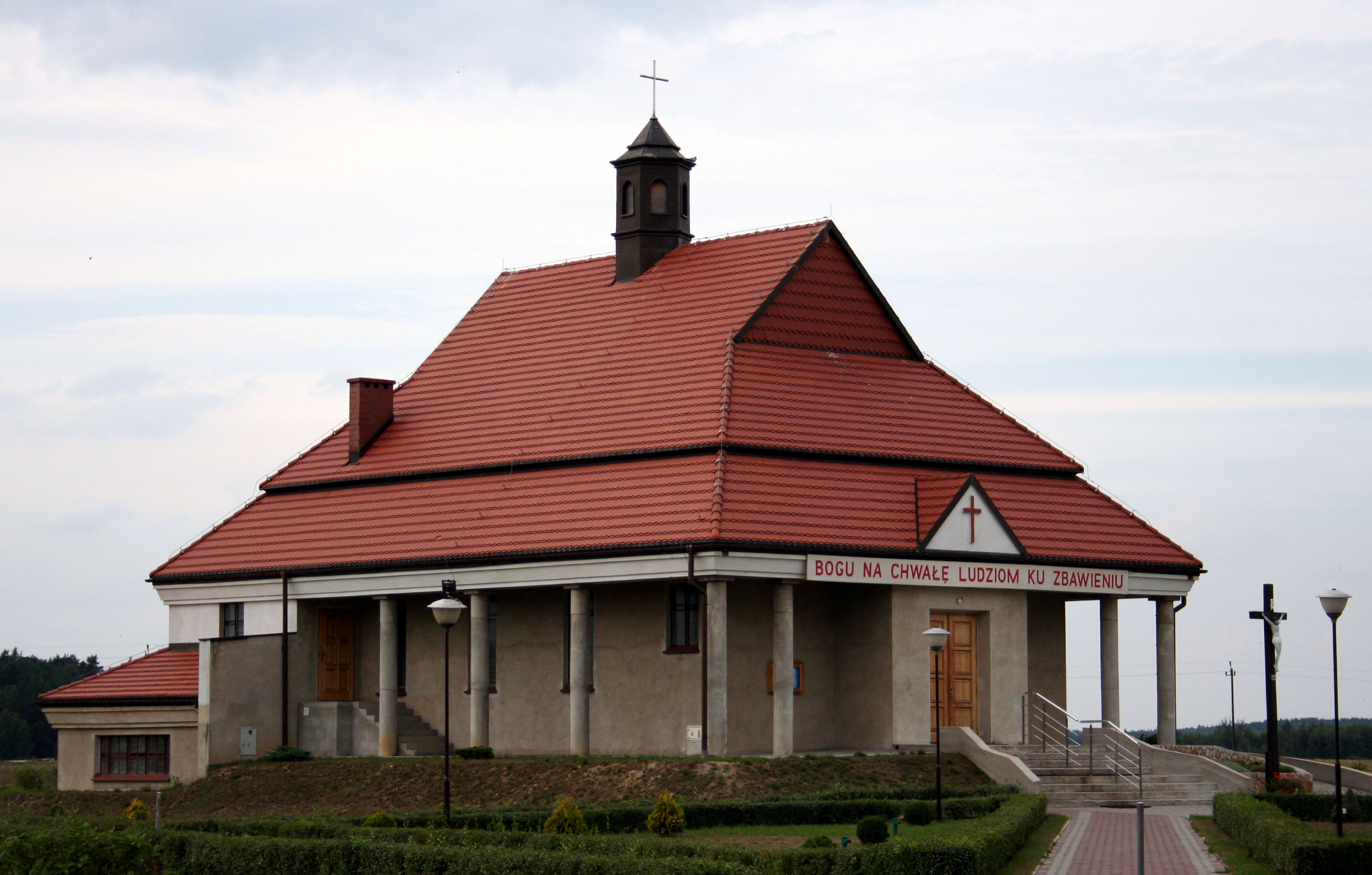
kościół św. Jadwigi Śląskiej